# Carles Sastre i Benlliure
Carles Sastre i Benlliure (l'Hospitalet de Llobregat, 1955) és un sindicalista i militant independentista català, antic militant d'EPOCA i Terra Lliure. Condemnat per pertinença a banda armada i per la coautoria de l'assassinat de Josep Maria Bultó Marquès.
En la seva època d'estudiant va militar al Front Nacional de Catalunya, i cap al 1973 va ingressar a l'Exèrcit Popular Català (EPOCA). L'1 de juliol de 1977 fou detingut juntament amb Àlvar Valls i Oliva, Montserrat Tarragó i Domènech i Josep Lluís Pérez i Pérez sota l'acusació d'haver-li posat la bomba al pit a l'empresari Josep Maria Bultó Marquès. Després de passar cinc mesos a la presó Model de Barcelona i a la presó de Segòvia se li va aplicar la Llei d'Amnistia espanyola de 1977 i fou alliberat el novembre de 1977. Tanmateix, immediatament el ministre espanyol Rodolfo Martín Villa va apel·lar i va intentar empresonar-los novament arran de l'atemptat d'EPOCA a Joaquim Viola i Sauret el 25 de gener de 1978. Carles Sastre i els seus companys travessaren la frontera i ell marxà a París. Des de la clandestinitat, Carles Sastre va participar en la creació de Terra Lliure quan es va dissoldre EPOCA en 1980 i va formar part de la seva direcció executiva.
El 19 de gener de 1985 fou detingut a Puigcerdà, per part de membres del grup segon de la Brigada Regional de Información de Barcelona, juntament amb Montserrat Tarragó i Jaume Fernàndez i Calvet. El 30 de gener tots tres foren ingressats a la presó de Carabanchel. El 31 d'octubre de 1985 fou condemnat per l'Audiència Nacional a 48 anys de presó com a coautor de l'assassinat de Josep Maria Bultó Marquès el 9 de maig de 1977. El desembre de 1986 fou absolt per falta de proves de l'assassinat de Joaquim Viola i Sauret i la seva esposa, tot i que el fill de Joaquim Viola els va reconèixer a ell i a Montserrat Tarragó com a dues de les persones que van entrar a casa. En juliol de 1987 fou condemnat a 18 anys de presó més per pertinença a banda armada i tinença d'armes. El Tribunal Constitucional espanyol va rebutjar el seu recurs d'empara.
Després de passar onze anys a les presons de Carabanchel, Sòria i Lleida, on va participar activament en el Col·lectiu de Presos de Terra Lliure, fou alliberat el 1996. Carles Sastre ha estat el pres de Terra Lliure que més anys ha passat a la presó. Posteriorment ha realitzat tasques sindicals dins la Intersindical-CSC, de la qual ha estat responsable d'acció sindical i des d'abril de 2013 secretari d'organització. A les eleccions al Parlament de Catalunya de 2012 va formar part de les llistes de la CUP per la circumscripció de Lleida en un lloc simbòlic.

## Obres
- Parla Terra Lliure (2009) Edicions el Jonc ISBN 84-930587-3-4